# 玛格丽特·贝克特
女爵士，GBE（Dame Margaret Beckett，婚前姓積遜（Jackson），1943年1月15日—），英國政治人物，及英國工黨成員。曾任英国贸易和工业大臣、英國下議院领袖和环境大臣。

## 早期生活
貝嘉晴生於英國一個工人階層家庭。父親是一名木匠，而母親則是來自愛爾蘭的一位基督徒，而她姊妹是一個修女。她早年在圣母女子高中學習，之後求學於英國曼彻斯特理工大学，並且毕业于冶金专业，成為冶金學專家。1961年，她加入一間電子相關企業任實習生。1964年，加入交通及普通工人聯盟成為會員至今。1966年她於英國曼徹斯特大學的冶金部內擔任測試員。1970年她加入工黨任工業政策的研究員，開始她的政治生涯。

## 政治生涯

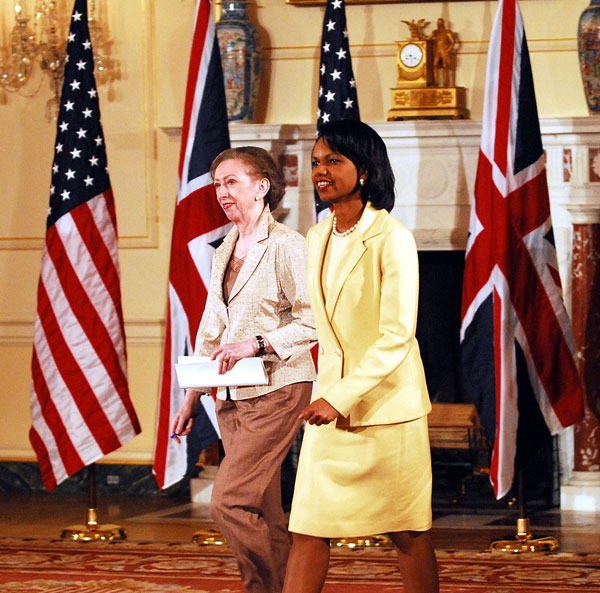
貝嘉晴和美國國務卿賴斯會面

貝嘉晴在1970年加入英國工黨，後於1974年首次成为国会林肯選區议员。她雖在1979年落選，但於1983年再次當選，並連任南德比選區英國下議院議員至今。
貝嘉晴曾於1994年短期代理担任英国工党主席。她在2006年5月5日被任命为英国歷史上第一位女性外交大臣，直至2007年6月卸任，是為英國在任最久的女性國會下議院議員。

## 外部連結
- Day in the Life: Margaret Beckett （页面存档备份，存于）, Bridget Kendall, BBC News, 10 February 2007

| 前任者： 蒂利女男爵 | 樞密院議長 1998年–2001年                 | 繼任者： 郭偉邦 |
| 前任者： 蒂利女男爵 | 下議院領袖 1998年–2001年                 | 繼任者： 郭偉邦 |
| 前任者： 新創設     | 英國環境食物及農村事務大臣 2001年–2006年 | 繼任者： 文禮彬 |
| 前任者： 施仲宏     | 外交大臣 2006年–2007年                   | 繼任者： 文禮彬 |